# Neopseudocapitella brasiliensis
Neopseudocapitella brasiliensis é uma espécie de anelídeo pertencente à família Capitellidae.
A autoridade científica da espécie é Rullier & Amoureux, tendo sido descrita no ano de 1979.
Trata-se de uma espécie presente no território português, incluindo a sua zona económica exclusiva.